# Верхівка (Жмеринський район)
Верхі́вка  (пол. Wierzchówka)  — село в Україні, у Копайгородській селищній громаді Жмеринського району Вінницької області.

## Історія села Верхівка
Село розташоване на пагорбах, між річками Лядовою та Мощанкою. Із розповідей старожилів та книги учителя — пенсіонера Володіївецької восьмирічної школи Яновича «Барське староство» (Вінницький архів) дізнаємося, що село Верхівка засноване на початку 17 ст. У 1611 році це урочище було подароване Барським старостою Гольським панові Яну Верховському і затверджене за ним польським королем. Звідси і походить назва села — Верхівка. Незабаром селом заволодів староста Барський Конецпольський, а від нього в 1638 році село знову перейшло у володіння пана Верховського.
У 1651 році село Верхівка отримало статус містечка. Ним в цей час володів поміщик Бібиков. Верхівка знаходилася на шляху з Царгорода на Бар. Тут при дорозі стояла корчма, постоялий двір.
Старожилам села відомо, що будинок, у якому знаходилась до 1966 року сільська рада, клуб, сільмаг, будинок культури, пошта, бібліотека, збудований десь на початку 17 ст. I служив тоді постоялим двором. Підтвердженням цього є цеглина зі штампом 1623 р., видобута зі стіни будинку.
Ще однією архітектурною пам'яткою в селі Верхівці була давня церква збудована в 1874 році. Та не лише цими пам'ятками відоме село, краса його природи оспівана в творах польського письменника Юліуша Словацького, який неодноразово приїздив сюди до родичів.
На початку 19 ст. Верхівку разом з кількома сусідніми селами одержали в спадщину небагаті представники аристократичного роду — подружжя Юзеф та Короліна Михальські.
У 1822–1827 pp. Верхівку в оренді тримав пан Янушевський, дядько видатного польського письменника Юліуша Словацького. Про деякі з відвідин залишилися згадки навіть самого поета: «В Кремінці я забавлявся два тижні, — пише він у щоденнику, — і з матір'ю ми поїхали у Верхівку до Михальських. Там було мені добре». Відомо, що Юліуш був закоханий у доньку пана Михальського Юлію. Її іменем пан назвав садибу Юлінки. Біля цієї колишньої садиби (нині середньої школи) знаходився великий став та розкішний сад. Тоді тут був чарівний райський куточок природи. В парку були липові та ялинові алеї, багато квітів.
У 60-х роках Верхівка була конфіскована у Михальських за участь Людовіка Михальського у антицарському повстанні 1863–1864 pp., за що він був засланий до Сибіру, де й загинув. А новим власником села став царський урядовець граф Бібиков. Остання із спадкоємців Любов Бібикова тут дожила аж до часів радянської влади. Цікавий факт: вірш М. Ю. Лермонтова «Мій бог» був присвячений Любові Бібіковій під час її перебування в Петербурзі.
Тяжкою була доля Верхівчан за часів Російської імперії — 60% найкращої землі, 4 ставки, до 500 га лісу, луги належали пану Бібикову.
В селі було 145 селянських господарств. Із них 105 господарств мали у своєму користуванні 850 га землі, 40 господарств були безземельними. Вони навіть не мали права іти на схід селян, тобто були зовсім безправними людьми. Розказують, що пан виміняв у сусіднього пана кріпаків Бондаря і Тарасовського в обмін на собаку.
На 1861 рік у селі проживало 580 чоловік. Було 4 корчми, гуральня, церква, холодна, у яку садили непокірних селян. Майже всі жителі села булинеграмотними.
Перша школа в селі появилась в 1890 році і знаходилась в найманій селянській хаті. А в 1894 році на кошти селян збудовано церковно приходську школу. Першим учителем був Ригульський. У ній навчалося 10 учнів. Це в основному були діти заможних селян. Основна ж маса дітей не вчилася, У 1914 році було збудовано приміщення земської школи на 2 класні кімнати. Навчалось в ній 30 дітей з усього села. Основна маса селян залишалася безграмотною. Пошти в селі не було. Газету в селі отримували тільки пан і піп. Населення жило в злиднях і темряві.
До 1894 року в селі про лікаря не було, лікували хворих знахарі. Звідси можна судити про те, якою була смертність населення. Народжувалось у сім'ї 8-9 дітей, залишалось в живих 3-4.
У 1894 р. був присланий в село фельдшер Посполітак, який обслуговував 7 сіл. Йому приходилось лікувати різні хвороби. Звичайно, при такому медичному обслуговуванні смертність серед населення була значною.
Під час революційних подій 1905 року селяни с. Верхівка приєдналися до масового революційного руху — оголосили страйк, відмовилися працювати в господарстві та на ланах пана Бібикова, поки той не підвищить плату за роботу. Організатором страйку була селянка Фросина Криворучко. Через три дні пан привів робочих з інших сіл, але повсталі не впустили їх в село. Пан змушений був підвищити селянам плату за роботу.
Житель села Петро Огороднік був учасником революційного повстання матросів під час русько — японської війни 1905 р, за що переслідувався царизмом. Після Жовтневої соціалістичної революції він брав активну участь у зміцненні Радянської влади і колективізації сільського господарства.
В 1917 році в селі була організована Радянська влада. Bci багатства: землі, ліси, води — стали власністю народу. Створили сільську Раду, яку очолив М. Ліщинський, а також комітет незаможних селян, першим головою якого був Козяр Григорій.
В 1922 року в селі виникла комсомольська організація першим комсомольцем був Посполітак Василь Максимович.
Партійна організація села Верхівки яка створилася в 1927 році, основну свою роботу спрямовувала на здійснення колективізації в селі першими комуністами були: Цьмух О.В, Гриник В. К., Качур М. К., Посполітак В. М., Юкало М. І. та інші.
У 1924 р. в селі створюється артіль «Згода», яку очолив Парчевський М. І. Члени правління: Качур М. К., Костюк Д. С., Огороднік П. Г.та інші
В артіль входило 24 бідняцько — батрацьких господарств. Було 93 га. землі, нараховувалось 16 волів, 6 коней.
Наприкінці 1925 р. артіль придбала трактор «Форзон» і молотарку. Артіль була показова в районі. В 1927 році створено колгосп «Пролетар», головою якого був М. Тихолаз.
В 1929 році два колгоспи «Згода» і «Пролетар» об'єднались в одну артіль ім. Сталіна. Головою її став М. Тихолаз. Село було повністю колективізовано. Середній урожай з гектара дорівнював 8 цнт. Після об'єднання колгосп мав 100 коней, 50 волів, 2 трактори «Форзон», молотарку та дрібний сільськогосподарський інвентар. У зв'язку з недостатньою механізацією колгосп збирав ще низькі врожаї. Партійна та комсомольська організації зробили велику роботу по зміцненню колгоспу, що дало можливість уже в 1933 р. зібрати високі врожаї зернових культур, цукрових буряків. Зросла технічна база, колгосп мав уже 6 тракторів. В середньому збирали по 15-18 цнт. з га.
У 1927 р. в селі відкрилась школа колгоспної молоді директором якої був Радецький. Спочатку школа була семирічна, а в 1938 році була перетворена в середню, перший випуск якої відбувся в 1941 р.
Під час другого голодомору у 1932–1933 роках, проведеного радянською владою, загинуло 9 осіб.
Та спокійне творче життя було перерване Великою Вітчизняною війною. В період окупації село зазнало великих втрат. Зруйновано колгоспне господарство, його технічна база. Пограбоване населення, багато молоді було вивезено на каторгу в Німеччину. Закрита школа, клуб, лікарня. Близько 20 помешкань євреїв зруйновано. Розстріляні передові люди села. Сотні жителів села Верхівка брали участь у визвольній боротьбі за свободу і незалежність. На честь односельчан, які загинули в 1941–1945 pp.в селі відкрито пам'ятник. Він красується в центрі села — солдат з гвинтівкою, вилитий з бронзи.
За мужність і відвагу на фронтах жителі села удостоєні високих урядових нагород. Село було звільнено від німецьких окупантів в 1944 році.
За проявлену мужність і героїзм у Великій Вітчизняній війні верхівчани нагороджені:
- Орденом Червоного Прапора — 3 чол.
- Орденом Вітчизняної війни — 1 чол.
- Орденом Червоної Зірки — 10 чол.
- Орденом Слави — 11 чол.
- Медаллю «За відвагу» — 47 чол.
- Медаллю «За бойові заслуги» — 13 чол.
- Медаллю «За перемогу над Німеччиною»- 81 чол.
- Медаллю «За взяття Берлніна» — 10 чол.
- Медаллю «За звільнення Варшави» — 2 чол.
- Медаллю «За взятя Кенігсберга» — 3 чол.
- Медаллю «За перемогу над Японією» — 4 чол.
- Медаллю «За оборону Сталінграда» — 1 чол.
- Медаллю «За звільнення Праги» — 8 чол.
- Медаллю «За оборону Кавказа» — 3 чол.
- Медаллю «За взяття Будапешта» — 3 чол.
- Медаллю «За оборону Москви» — 1 чол.
- Медаллю «Ювілейна» — 148 чол.

У післявоєнні роки село почало активно відновлюватись. Школа відновила свою роботу. А також з 1944 по 1955 роки у панському будинку був розміщений дитячий будинок для дітей, батьки яких загинули на фронті. Уроки проводились в приміщенні земської школи.
У 1958 році відбувся перший випуск Верхівської середньої школи.
Село гордиться тим, що в нашій школі навчалися: Медвецький Микола Васильович, Богатир Петро Устинович, Щербаков Олег Миколайович, які під час Німецько-радянської війни стали Героями Радянського Союзу.
У селі було організовано великий колгосп «Зоря комунізму», який пізніше став двічі мільйонером. За самовіддану працю трудівники села були нагороджені орденами і медалями.
Відновили свою роботу дільнича лікарня, аптека, ощадна каса, відділення зв'язку, дитячий садок, бібліотека, широка сітка торгових точок. Збудовано новий будинок культури. Через село проходить асфальтна дорога, яка з'єднує його з районним центром.
Невпізнанно змінилося обличчя Верхівки. На місці похилих будиночків виросли добротні світлі будинки. Всі вулиці в селі мають добротне покриття.
Після реорганізації колгоспу в 2001 році землі було розпайовано. Тепер (2013 р.) у селі землі орендують два фермерських господарства: СФГ «Смак» та СФГ «Джог».
Налагоджено і в селі культурний відпочинок. Працює будинок культури, бібліотека в якій є інтернет. На кошти спонсорів та прихожан відновлено церкву.
Завдяки старанням сільського голови Войтова Г. В. відновлено водогін і розпочато будівництво нової амбулаторії
Зі стін Верхівської школи вийшли такі яскраві особистості: Пантелеймонов А. І. — доцент, кандидат сільськогосподарських наук.
Кушта Г. П. — професор, кандидат фізико-математичних наук.
Стрільчук Г. П. — доцент, кандидат філологічних наук.
Пастушенко Л. Т. — письменник, член спілки письменників України.
Габрійчук М. М. — журналіст член спілки журналістів України. Романишин А. А. — поет, член спілки письменників Одещини.
Войтова-Ружицька А. В, — поетеса, член спілки письменників Вінниччини. Магдій Н. М. — відмінник народної освіти України.
Дамедюк С. М. — заслужена артистка України.
12 червня 2020 року, відповідно до Розпорядження Кабінету Міністрів України № 707-р «Про визначення адміністративних центрів та затвердження територій територіальних громад Вінницької області», увійшло до складу Копайгородської селищної громади.
19 липня 2020 року, в результаті адміністративно-територіальної реформи та ліквідації Барського району, село увійшло до складу Жмеринського району.

## М.Ю.Лермонтов і Верхівка
У великій літературній спадщині М. Ю. Лермонтова є вірші, які були знайдені у Верхівці… Коли Лермонтов після арешту приїхав із Петербурга в Москву, щоб звідтіля відправитись на Кавказ, московські родичі поета дали прощальний бал на його честь. На цьому балу була присутня Любов Бібікова (її будинок і досі пам'ятають старожили села). Вона доводилась далекою ріднею М. Ю. Лермонтову по бабусиній лінії. Любов Бібікова була закохана в поета. І на балу вона попросила його написати новий невідомий вірш «Мой бог» (заголовок було написано французькою мовою, а текст — російською), у кінці значилося: січень, 1837 р. і підпис поета.
Л. А. Бібікова з цим альбомом приїхала в с. Верхівка і ніколи більше звідти до самої смерті не виїжджала. Якось в 60-х роках минулого століття відомий радянський знавець лермонтовських творів І. Л. Андронников, виступаючи в Києві згадав про цей вірш. Через деякий час в Москву до Андронникова написав лист вчитель-пенсіонер з Верхівки П. А. Кушта, у якому повідомляв, що йому відомий цей твір. Вчений негайно виїхав до України, побував у Барі, у Верхівці, зустрічався з Куштою. Про свої пошуки лермонтовського рукопису вірша «Мой бог» вчений І. А. Андронников розповів в оповіданні «Зачарований вірш».
Якось після цих подій І. Л. Андронников, виступаючи в Києві, знову розповів історію про цей вірш Лермонтова. Після виступу до нього підійшов юнак і заявив: «А в альбомі моєї бабусі є цей вірш!». Вчений попросив привезти цей альбом, що й зробив Ігор — онук Н. С. Могилівської. Н. С. Могилівська була дружиною керуючого маєтком Л. А. Бібікової. Вона володіла кількома іноземними мовами і досить часто спілкувалася з Бібіковою. У неї ж і переписала того вірша.
На жаль, це не була рука Лермонтова. Оригінал вірша досі не знайдений, але відрадно вже й те, що завдяки зусиллям вченого доведено з різних джерел, що цей вірш належить перу М. Ю. Лермонтова.

## Юліуш Словацький у Верхівці
У Верхівці неодноразово бував Юліуш Словацький — великий польський поет і драматург.
У 1825 р. після відвідин Кременця мати взяла Юліуша Словацького в гості до своїх друзів Юзефа та Кароліни Михальських у с. Верхівку. Юліуш відразу подружився з Михальськими, які мали трьох дітей — Людвика, Зенона та Юлію. За околицею села є гай на честь Юлії. Колись там стояв літній будиночок для відпочинку. Його й до тепер називають Юлінками. Словацького зачарувала не тільки природа — тоді ж він пережив своє перше кохання: винуватцем душевного неспокою стала Юлія.
Наступного літа поет тут жив довше — близько двох місяців, про що залишив записи в особистому щоденнику: «У Кременці забавлявся два тижні, і з матір'ю поїхали ми до Верхівки, до Михальських. Там мені було добре. Знову Юленька очарувала мене.»
У 1834 році у листі з Женеви він розкриває, наскільки важливою для нього залишилася Верхівка: «Часом я мрію, що куплю у Михальських Юлінки та й буду там жити, немов Кохановський у Чарноліссі».
Поет писав матері після того, як побував у Верхівці: «Заздрю тобі, що ти перебуваєш тепер над блакитним озером під Юлінками; поклич там лебедів Юленьки, нехай припливуть, нехай здивованими очками запитають тебе про ту струнку смагляву дівчину». Саме тут, у цьому чарівному подільському селі, поет слухав спів «дідів співаючих отих віків сторінки престарі, живий мандруючий літопис» і вклав ці слова в уста однієї з дійових осіб його драми «Срібний сон Соломеї». Верхівка і Юлінки та їхні мешканці «добрі і приємні, яких мало на світі» лишили глибокий слід у житті поета і були відображені у його творах: геніальній поемі «Беньовський», драмах «Срібний сон Соломеї», «Ксьондз Марек», «Голштинський» тощо.

## Бібліотека
Одним із пріоритетних напрямків роботи бібліотеки с. Верхівки є краєзнавство — організовано краєзнавчий музей при бібліотеці. Проводяться тематичні виставки, історичні виставки, літературно-краєзнавча робота бібліотеки, виставки- вікторини, фото-виставки. Сучасною формою краєзнавчої роботи є створення бібліотечного блогу. Він має кілька сторінок: «Головна сторінка», «Історія села», «Верхівська ЗОШ», «Поетичне слово наших земляків» і «Життя громади». На «Головній сторінці» розміщено інформацію про всі події, які відбуваються у бібліотеці. Сторінку «Історія села» веде бібліотека і інколи допомагають активісти бібліотеки. Сторінку «Верхівська ЗОШ» ведуть учні (користувачі бібліотеки). До сторінки «Поетичне слово» наших земляків приєднався директор Верхівської школи і студенти, і інші земляки, які надають бібліотеці свої твори через Інтернет. На сторінці «Життя громади» є відомості про роботу і досягнення Верхівської сільської ради, про значні події села, про підприємства, які знаходяться на території села. На цій же сторінці відмічено людей, якими пишається село. На блозі можна побачити усі фото блогу, слайд-шоу верхівських краєвидів. Потрібну публікацію можна знайти в архіві блогу, або через мітки.

## Пам'ятки
У селі є пам'ятки:
- Комплекс садиби Михальських-Бібікових[7], XIX ст. У будинку розміщена нині сереня школа.;
  - Палац[8], початок XIX ст.;
  - Господарча споруда[9], XIX ст.;
- Парк[10], XIX ст.;
- Пам'ятник 199 воїнам-односельчанам, загиблим на фронтах Великої Вітчизняної війни[11], 1967. Пам'ятка розташована біля сільради;
- Довготривала вогнева споруда[12], 1931—1934. Пам'ятка розташована 3 км на північний захід від села;
- Довготривала вогнева споруда[13], 1931—1934. Пам'ятка розташована 2,5 км на північний захід;
- Довготривала вогнева споруда[14], 1931—1934. Пам'ятка розташована 2 км на північний захід;
- Довготривала вогнева споруда[15], 1931—1934. Пам'ятка розташована 0,5 км на північний захід;
- Довготривала вогнева споруда[16], 1931—1934. Пам'ятка розташована 1,5 км на північний схід.

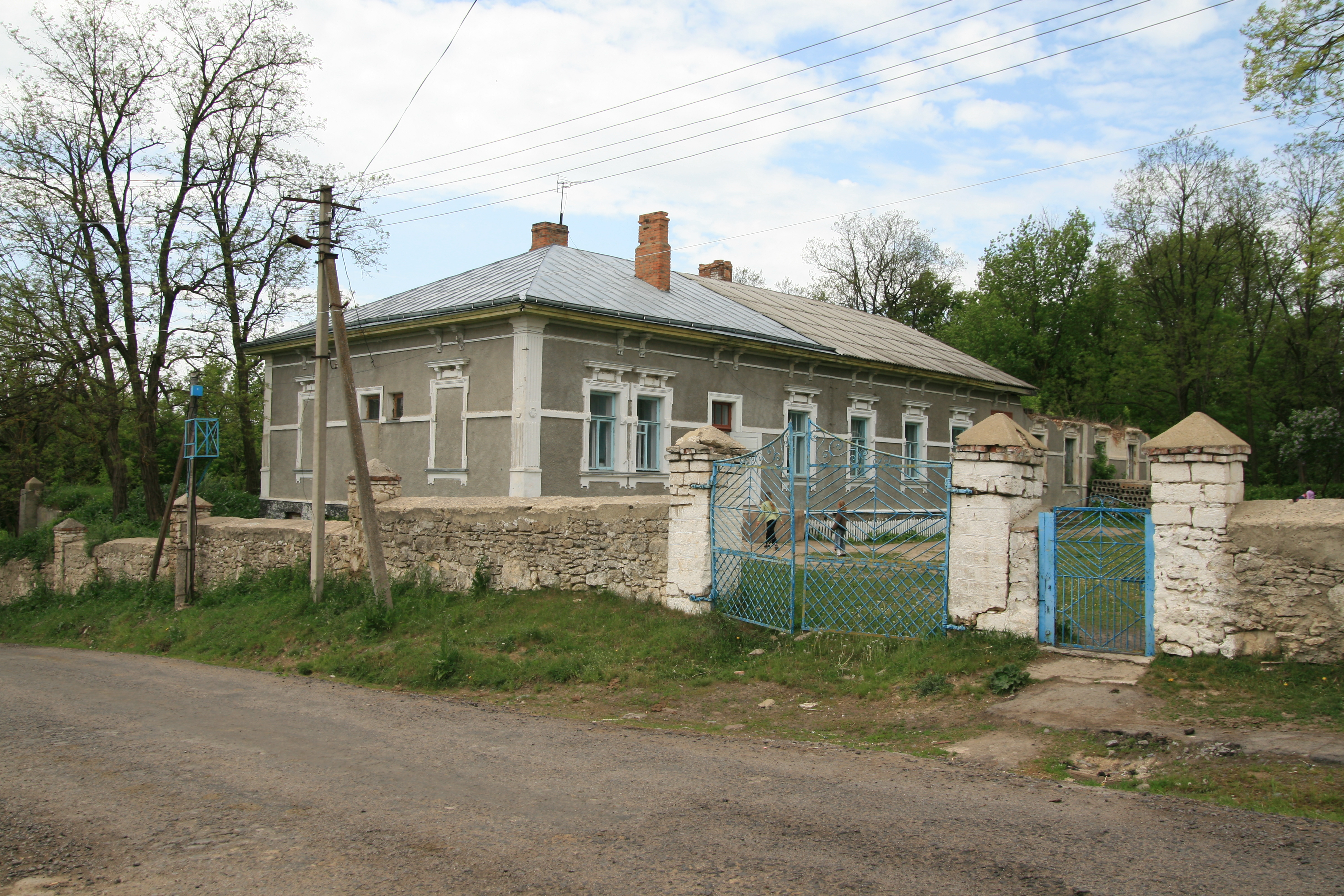
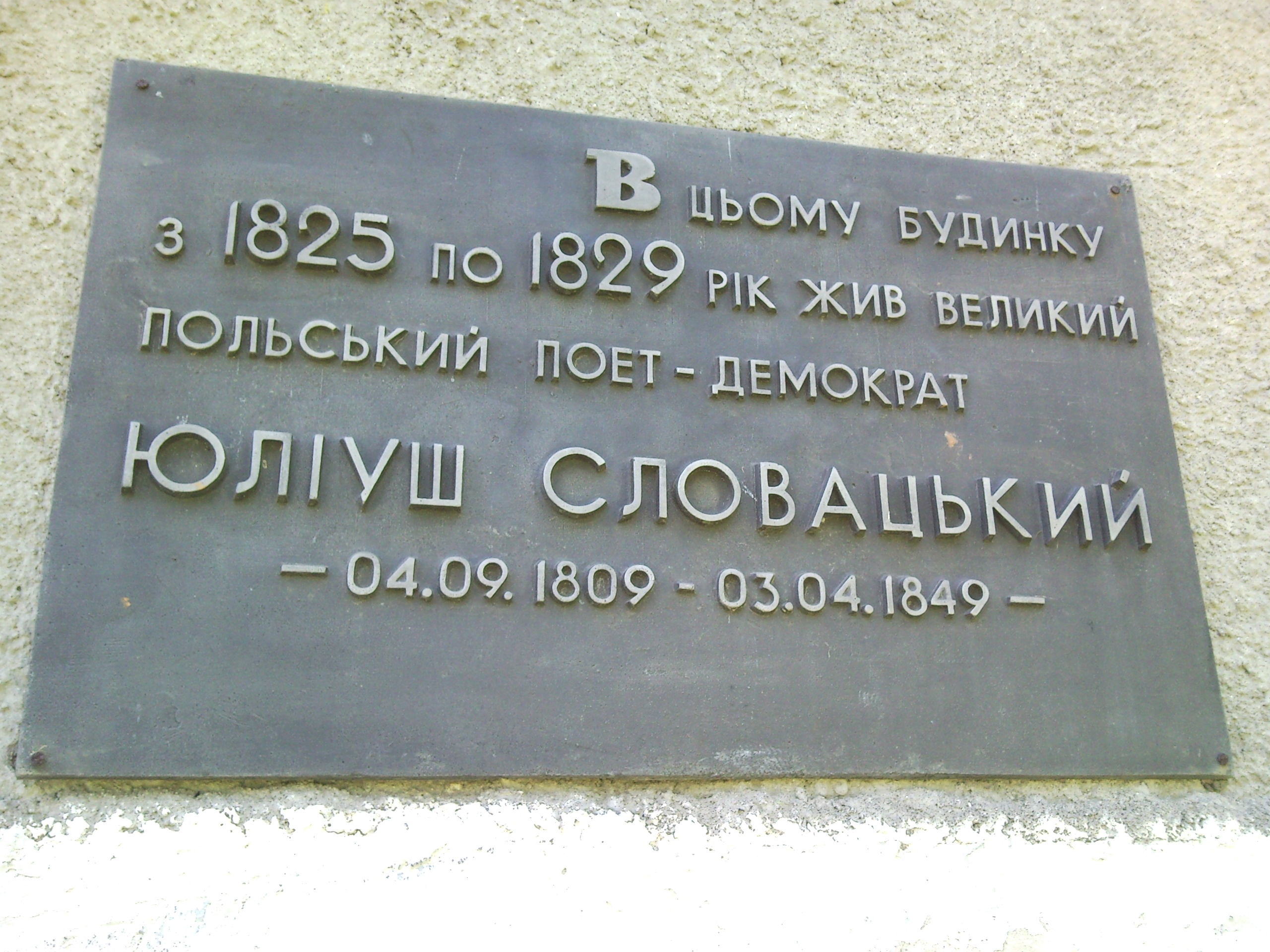

### Пам'ятки природи

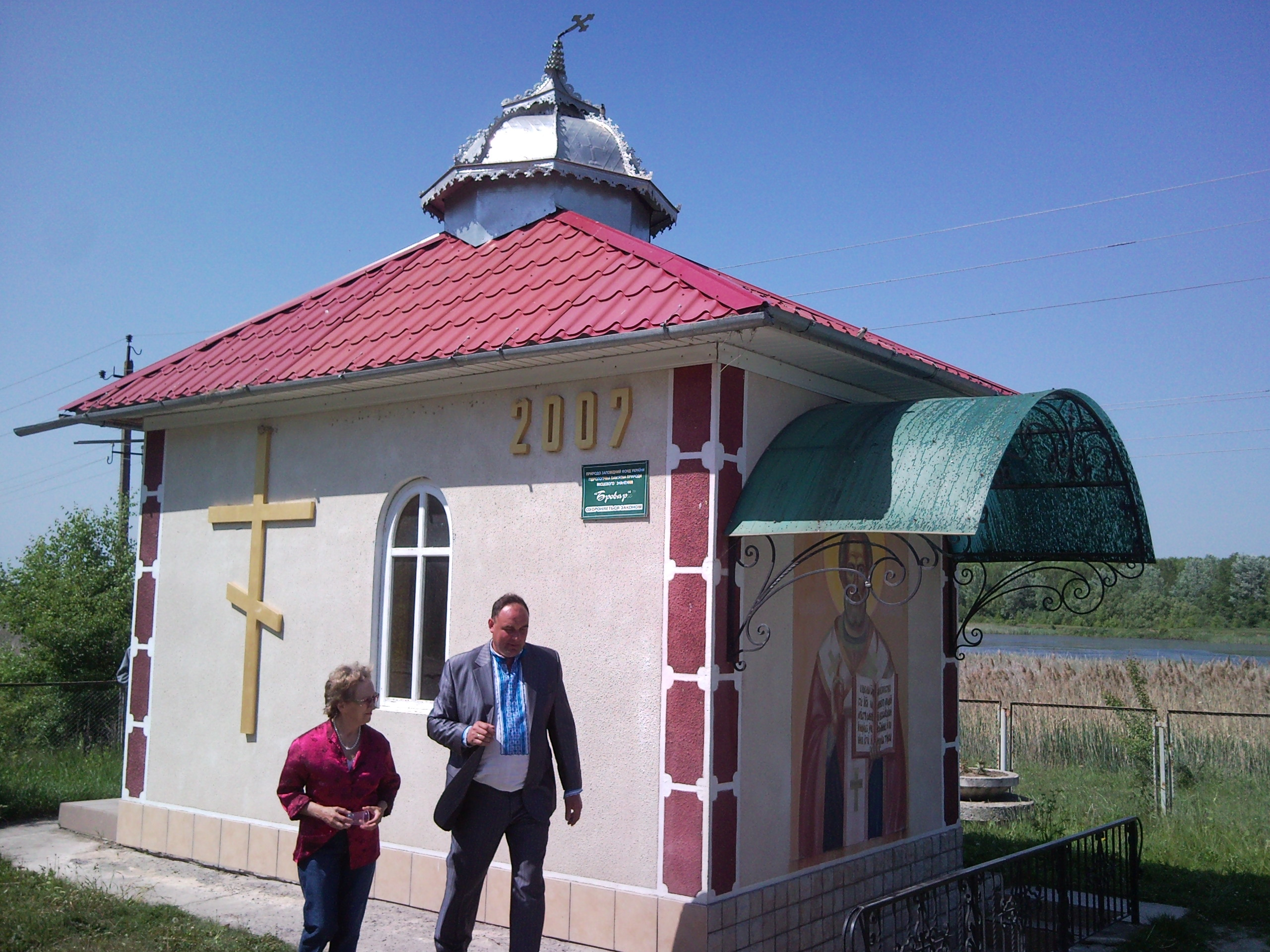

Гідрологічна пам'ятка природи місцевого значення Джерело «Бровари»
Джерело «Бровари» облаштовано у 2007 році. Там збудовано капличку на честь святого Миколая. Вода має цілющі властивості. До джерела приїжджають багато людей, щоб набрати цілющої води. У зв'язку з цим було збудовано цех по розливу води, яка дістала назву «Верхівська перлина».

## Видатні уродженці
- Паламарчук Анатолій Семенович — білоруський ботанік, доктор біологічних наук.